# Otto Axer
Otto Axer (* 3. Juli 1906 in Przemyśl; † 24. Mai 1983 in Warschau) war ein polnischer Bühnenbildner und Maler.

## Leben
Axer studierte von 1924 bis 1930 an der Akademie der Bildenden Künste in Krakau. Anschließend war er von 1930 bis 1931 Stipendiat in Paris. Nach seiner Rückkehr nach Polen debütierte er 1932 als Theaterbühnenbildner und war bis 1939 mit den Theatern in Lwów und Łódź verbunden. Während der Deutschen Besetzung lehrte er an der Handwerksschule in Warschau, bis er in das Kriegsgefangenenlager in Altengrabow deportiert wurde. Nach dem Zweiten Weltkrieg arbeitete er von 1946 bis 1949 mit Leon Schiller am Teatr Wojska Polskiego in Łódź und nach dessen Auflösung von 1949 bis 1973 am Polnischen Theater Warschau. Daneben gab er von 1947 bis 1952 Vorlesungen an Staatlichen Hochschule für Theater in Łódź und später in Warschau. Ab 1959 arbeitete er mit Telewizja Polska zusammen. Axer emeritierte 1973.

## Bühnenbilder (Auswahl)
- 1938: Nie-Boska komedia (Ungöttliche Komödie) von Zygmunt Krasiński, Regie: Leon Schiller
- 1948: Igraszki z diabłem (Spiele mit dem Teufel) von Jan Drda, Regie: Leon Schiller
- 1949: Na dnie (Nachtasyl) von Maxim Gorki, Regie: Leon Schiller
- 1951: Hrabina von Stanisław Moniuszko, Regie: Leon Schiller
- 1958: Maria Stuart von Juliusz Słowacki; Regie: Roman Zawistowski
- 1959: Biedermann i podpalacze (Biedermann und die Brandstifter) von Max Frisch, Regie: Erwin Axer
- 1960: Don Karlos (Don Karlos) von Friedrich Schiller, Regie: Władysław Hańcza
- 1961: Ifigenia w Taurydzie (Iphigenie auf Tauris) von Johann Wolfgang von Goethe, Regie: Erwin Axer
- 1964: Makbet (Macbeth) von William Shakespeare, Regie: Otto Axer
- 1965: Król Roger von Karol Szymanowski; Regie: Horowicz Bronisław
- 1966: Irydion von Zygmunt Krasiński, Regie: Jerzy Kreczmar